# Salto Capioví
El salto Capioví es una cascada que se forma sobre el arroyo Capioví dentro del ejido urbano de la localidad de Capioví, provincia de Misiones, Argentina. La caída de agua tiene una altura de 7 metros y un ancho de 20 metros, y forma en la base una pileta natural de hasta 4 metros de profundidad. Tras pasar la pileta natural el cauce pasa sobre un lecho donde no supera los 20 cm de profundidad, por lo que el arroyo puede ser disfrutado por todas las edades. A los costados se desarrolla la típica selva paranaense, enmarcando el salto en un claro clima tropical.

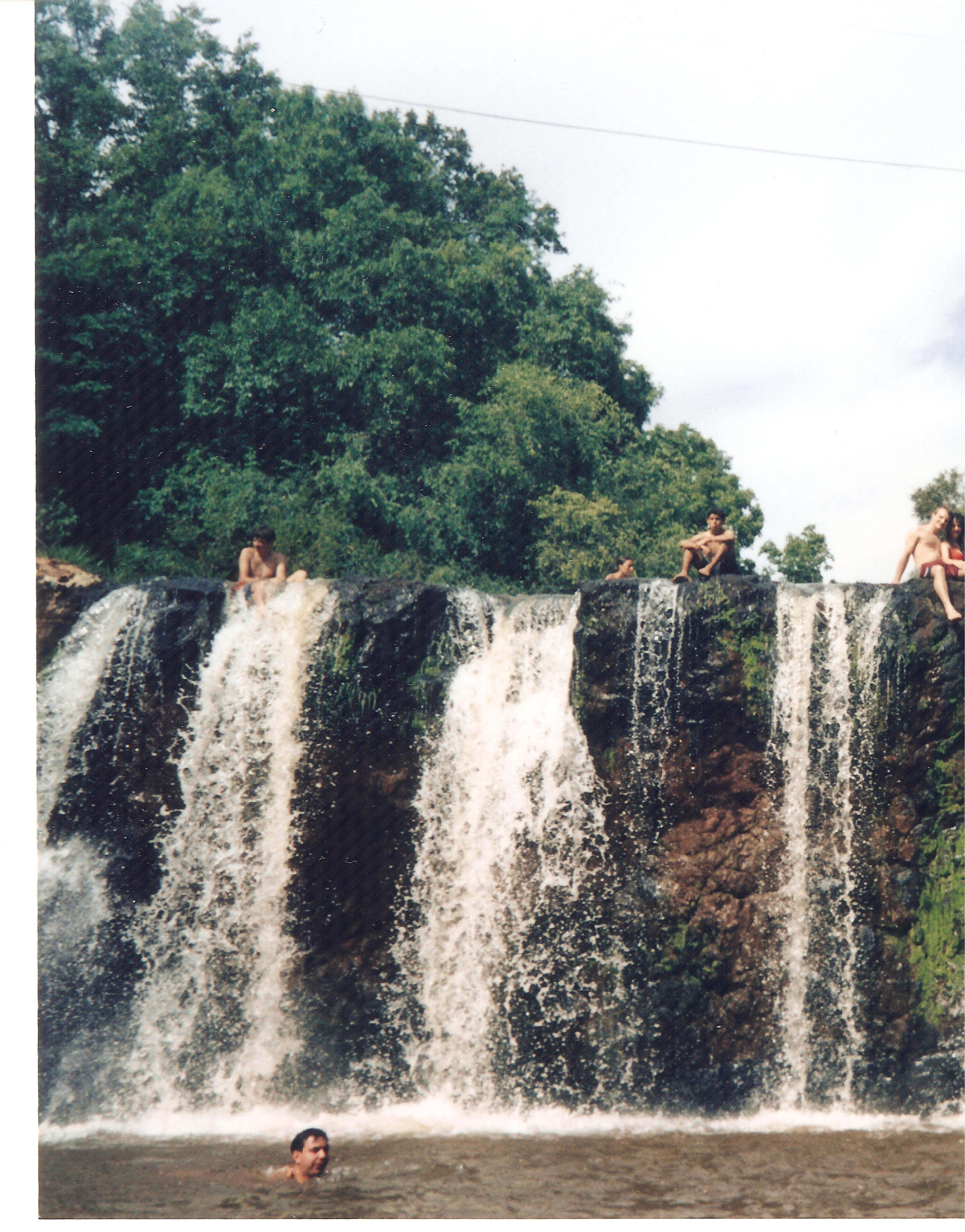
En esta imagen se aprecia la selva paranaense que bordea el salto.

El salto es uno de los más visitados de la provincia por su belleza natural, su excelente acceso (asfaltado, a 150 metros de la ruta Nacional N.º 12) y sus instalaciones y servicios, entre los que se puede contar restaurante, parrilla, zona de camping. Sobre la margen derecha del arroyo se encuentra la llamada Rueda del Recuerdo, una rueda utilizada por los pioneros alemanes de comienzos del siglo XX para la generación de energía eléctrica haciendo uso de la propia cascada.
- Datos: Q6117528